# Redit (Prinzessin)
Redit („die Geschenkte“) war eine altägyptische Prinzessin der 3. Dynastie. Wessen Tochter sie war, ist allerdings unbekannt. Sie trug den Titel leibliche Königstochter, der später häufig anzutreffen ist, bei Redit aber zum ersten Mal belegt ist.

## Statue der Redit
Prinzessin Redit wurde bekannt durch eine Sitzstatue, die wahrscheinlich in einer Mastaba in Sakkara gefunden wurde. Die Statue aus schwarzem Basalt ist 83 cm hoch und wurde vermutlich mit Quarzsand poliert. Redit ist mit langer, schwerer Löckchen-Perücke dargestellt, gekleidet in ein hautenges Gewand. Ihr Sitz ist die Nachbildung eines Stuhls aus teurem Holz und Papyrus. Eine Inschrift am Sockel der Statue weist Redit explizit als „leibliche Königstochter“ aus.
Die Statue ist im Museo Egizio in Turin ausgestellt.